# Poêle des Laboureurs
Le poêle des Laboureurs est un monument historique situé à Colmar, dans le département français du Haut-Rhin.

## Localisation
L'édifice est situé au 7, rue Vauban à Colmar.

## Historique
L'édifice actuel, datant de 1625 et modifié en 1640, résulte de la réunion de deux maisons attenantes plus anciennes dont l'une était déjà l'ancien poêle des laboureurs (cité dès 1419).
Il était le lieu de réunion de la puissante corporation des agriculteurs constituée par les maires alentour. Outre son rôle politique et militaire, la corporation était chargés, jusqu'à la Révolution française, de veiller à la bonne moralité, de régler les conflits de mitoyenneté et de dénoncer les délits ruraux.
Le bâtiment a servi jusqu'en 1842 de lieu de culte pour la communauté juive avant la construction de la synagogue,. Il abrite un restaurant administratif de 1974 à 2009.
Les façades et toitures font l'objet d'une inscription au titre des monuments historiques depuis le 18 juin 1929.

## Architecture
C'est un bâtiment de style Renaissance dont la façade superpose trois étages carrés et deux niveaux dans le pignon, avec des fenêtres sont à meneau et linteau mouluré.
Le portail, condensé du répertoire décoratif de l'architecture Renaissance, est flanqué de deux arcades cintrées.
Le fronton porte l'inscription « Eh veracht als gemacht », que l'on peut traduire par « plus facile de dénigrer que d’agir » ou encore « la critique est facile, l'art est difficile ». Il porte le millésime 1626.